# Urban Andersson
Leif Urban Andersson, född 8 november 1938 i Luleå, död 4 september 2019, var en svensk poet och översättare, litteraturkritiker i Svenska Dagbladet 1966–1987, bosatt i Solna.
Som översättare gjorde han ett åttiotal översättningar av danska och norska författare, bland andra Villy Sørensen, Henrik Stangerup, Suzanne Brøgger, Thorkild Bjørnvig, Inger Christensen, Jon Fosse, Herbjørg Wassmo, Helle Stangerup och Kim Leine.
Urban Andersson är begravd på Huddinge kyrkogård.

## Priser och utmärkelser
- 1990 – Svenska Dagbladets litteraturpris
- 1990 – Sten Hagliden-priset
- 1991 – Pär Lagerkvistpriset
- 1996 – Östersunds-Postens litteraturpris
- 1998 – Albert Bonniers 100-årsminne
- 2017 – Elsa Thulins översättarpris [5]